# Episodi di The Fosters (seconda stagione)
La seconda stagione della serie televisiva The Fosters, composta da 21 episodi, è stata trasmessa sul canale statunitense ABC Family dal 16 giugno 2014 al 23 marzo 2015.
In Italia la stagione è stata interamente pubblicata sul servizio di streaming Disney+ il 22 giugno 2022.
| nº | Titolo originale         | Titolo italiano            | Prima TV USA     | Pubblicazione Italia |
| -- | ------------------------ | -------------------------- | ---------------- | -------------------- |
| 1  | Things Unknown           | Incognite                  | 16 giugno 2014   | 22 giugno 2022       |
| 2  | Take Me Out              | Portami fuori              | 23 giugno 2014   | 22 giugno 2022       |
| 3  | Play                     | Gioco                      | 30 giugno 2014   | 22 giugno 2022       |
| 4  | Say Something            | Dì qualcosa                | 7 luglio 2014    | 22 giugno 2022       |
| 5  | Truth Be Told            | A dire la verità           | 14 luglio 2014   | 22 giugno 2022       |
| 6  | Mother                   | Madre                      | 21 luglio 2014   | 22 giugno 2022       |
| 7  | The Longest Day          | Il giorno più lungo        | 28 luglio 2014   | 22 giugno 2022       |
| 8  | Girls Reunited           | Ritrovo di ragazze         | 4 agosto 2014    | 22 giugno 2022       |
| 9  | Leaky Faucets            | Rubinetti che perdono      | 11 agosto 2014   | 22 giugno 2022       |
| 10 | Someone's Little Sister  | La sorellina di qualcuno   | 18 agosto 2014   | 22 giugno 2022       |
| 11 | Christmas Past           | Un Natale del passato      | 8 dicembre 2014  | 22 giugno 2022       |
| 12 | Over Under               | Sopra/sotto                | 19 gennaio 2015  | 22 giugno 2022       |
| 13 | Stay                     | Rimani                     | 26 gennaio 2015  | 22 giugno 2022       |
| 14 | Mother Nature            | Madre natura               | 2 febbraio 2015  | 22 giugno 2022       |
| 15 | Light of Day             | La luce del giorno         | 9 febbraio 2015  | 22 giugno 2022       |
| 16 | If You Only Knew         | Se solo sapessi            | 16 febbraio 2015 | 22 giugno 2022       |
| 17 | The Silence She Keeps    | Il suo silenzio            | 23 febbraio 2015 | 22 giugno 2022       |
| 18 | Now Hear This            | Senti questa               | 2 marzo 2015     | 22 giugno 2022       |
| 19 | Justify the Means        | Il fine giustifica i mezzi | 9 marzo 2015     | 22 giugno 2022       |
| 20 | Not that Kind of Girl    | Non quel tipo di ragazza   | 16 marzo 2015    | 22 giugno 2022       |
| 21 | The End of the Beginning | La fine dell'inizio        | 23 marzo 2015    | 22 giugno 2022       |

## Incognite
- Titolo originale: Things Unknown
- Diretto da: Norman Buckley
- Scritto da: Bradley Bredeweg e Peter Paige

### Trama
Dopo che Brandon è stato picchiato, passano alcuni mesi nei quali lui guarisce quasi totalmente, se non per una frattura delle ossa alla mano che gli ha impedito fino a quel momento di suonare. Inoltre, è in colpa per essere andato a letto con Dani, la fidanzata del padre, e perciò mantiene le distanze da lui che ne rimane ovviamente ferito. Intanto Donald annuncia ufficialmente in tribunale che non è il padre biologico di Callie ma che le vuole bene come ad una figlia ma il giudice deve seguire la legge e nega il consenso all'adozione da parte di Stef e Lena finché non si saranno chiarite le cose con Robert Quinn, vero padre di Callie. Brandon, capendo di avere paura nel riprendere a suonare perché non sa se ci riuscirà ancora, si confida col padre che lo sprona a provarci e i due sembrano iniziare a ricucire il loro rapporto (anche perché Brandon ha deciso di non dire al padre cos'è successo con Dina). L'episodio si chiude alla tavola calda dove lavorano Callie e Daphne; un signore si avvicina per pagare quando Callie sta alla cassa e le lascia la mancia. Si vede, subito dopo, quest'ultimo entrare in auto dove l'aspetta la figlia e guardare con occhi sconsolati, quasi malinconici, Callie mentre questa pulisce ai tavoli.

## Portami fuori
- Titolo originale: Take Me Out
- Diretto da: Elodie Keene
- Scritto da: Megan Lynn e Wade Solomon

### Trama
Brandon è arrabbiato perché Stef e Mike sono contrari a fargli fare l'operazione che gli permetterà di avere il cento per cento di funzionalità della mano, perché c'è il rischio che possa invece perdere del tutto la sensibilità della mano appunto, ma Callie cerca di farlo ragionare. Stef e Lena dicono a Callie che il suo vero padre, Robert Quinn, ha richiesto un test del DNA per accertare che sia davvero sua figlia, al quale dovranno essere presenti sia lui che Callie, ma Robert non si presenta all'appuntamento. Mariana e Callie escogitano un piano per far sentire a Brandon altra musica e provare a fargli capire che l'operazione potrebbe togliergli del tutto la possibilità di suonare non solo la musica classica, ma anche altri generi, e quindi lo invitano fuori con la scusa di volersi far accompagnare ad ascoltare una band. Stef intanto scopre che Mike potrebbe aver picchiato Ana e che il sangue che aveva sulle mani la notte in cui si è ubriacato fino a svenire potrebbe essere proprio della madre biologica dei gemelli. Matt, membro della band che i ragazzi sono andati a vedere, propone a Brandon di suonare qualche volta insieme. Robert va a trovare Callie al lavoro ma lei, che lo ha cercato su internet, lo riconosce e lo affronta, scoprendo che probabilmente non sapeva che la madre fosse incinta di lei quando se n'era andato; prima che Callie torni al lavoro, le dà una lettera, pregandola di leggerla. Brandon rinuncia all'operazione per il momento facendo pace con Stef. Callie apre la lettera e scopre che gliel'ha scritta Sophia, la sua sorellastra da parte di padre. L'episodio si chiude con Callie che guarda la foto che la sorellastra le ha messo nella busta della lettera.